# Люстров, Николай Алексеевич
Никола́й Алексе́евич Люстро́в (20.05.1891, д. Корытово, Владимирская губерния — 25.4.1938, Москва) — деятель ВКП(б), 2-й секретарь Организационного бюро ЦК по Вологодской области. Входил в состав особой тройки НКВД СССР.

## Биография
Родился 20 мая 1891 в д. Корытово Покровского уезда Владимирской губернии в семье крестьянина-середняка. Член
РСДРП(б) с марта 1917.
В 1902 году окончил начальную земскую школу в с. Заболотье Покровского уезда. Работал в крестьянском хозяйстве родителей. Дальнейший послужной список:
- С 1905 по март 1907 ткач на дому шелкоткацкой фабрики М. Я. Деревщикова в Корытове.
- март 1907 — октябрь 1912 ткач Киржачских шелкоткацких фабрик П. А. Мусси и М. Я. Деревщикова в г. Киржач.
- октябрь 1912 — декабрь 1913 ткач шелкоткацкой мастерской Кондратьева в Санкт-Петербурге.
- декабрь 1913 — июль 1914 ткач Киржачской шелкоткацкой фабрики М. Я. Деревщикова.
- июль 1914 — июль 1916 слесарь технической конторы «Зигель и Лоббек» в Петрограде
- июль 1916 — декабрь 1917 слесарь Московского завода «Проводник».
- декабрь 1917 — апрель 1918 красногвардеец на Украинском и Германском фронтах.
- апрель-июль 1918 красноармеец 1-го инженерного полка РККА в Москве.
- июль 1918 — февраль 1919 председатель Киржачского райисполкома.
- февраль 1919 — декабрь 1922 зам. упродкомиссара Бузулукского упродкома, райпродкомиссар Сорочинского и Павловского райпродкомов, упродкомиссар Пугачевского упродкома в городах Бузулук, Пугачев и сёлах Сорочинское, Павлово Самарской губернии.
- декабрь 1922 — апрель 1923 зав. Пугачёвским уездным финотделом,
- апрель 1923 — март 1924 председатель Пугачёвского уисполкома.
- март-ноябрь 1924 председатель Мелекесского уисполкома
- ноябрь 1924 — август 1925 — ответственный секретарь Мелекесского укома РКП(б).
- 1925—1929 годы — учёба в Коммунистическом университете им. Я. М. Свердлова.
- март 1929 — март 1930 — ответственный секретарь Обкома ВКП(б) Автономной области Коми (Зырян)[1].
- С марта по октябрь 1930 секретарь Няндомского окружкома ВКП(б) (Северный край).
- октябрь 1930 — июль 1931 — ответственный секретарь Котласского райкома ВКП(б) (Северный край).
- июль 1931 — июль 1934 — заместитель заведующего Организационно-инструкторским, Агитационно-пропагандистским отделами Северного крайкома ВКП(б).
- июль 1934 — январь 1936 — заместитель по политической части директора Северного мясо-молочного треста.
- январь 1936 — сентябрь 1937 — секретарь Тарногского райкома ВКП(б) (Северный край), с февраля 1936 г. 1-й секретарь Тарногского райкома ВКП(б).
- сентябрь-ноябрь 1937 года — 2-й секретарь Организационного бюро ЦК ВКП(б) по Вологодской области. Этот период отмечен вхождением в состав особой тройки, созданной по приказу НКВД СССР от 30.07.1937 № 00447[2] и активным участием в сталинских репрессиях[3].

## Завершающий этап
Арестован 27 декабря (по другим данным, 25 ноября) 1937 года. Приговорён к ВМН ВКВС СССР 25 апреля 1938 года.
Обвинялся по 58 статье УК РСФСР. Расстрелян в Москве в день вынесения приговора. Реабилитирован 13 июля 1957 года за отсутствием состава преступления.